# جوزپه مادالونی
جوزپه مادالونی (ایتالیایی: Giuseppe Maddaloni؛ زادهٔ ۱۰ ژوئیه ۱۹۷۶) جودوکار اهل ایتالیا است.
وی در مسابقات کشوری و بین‌المللی در مجموع برندهٔ ۳ مدال طلا، ۲ مدال نقره، ۲ مدال برنز شده‌است.